# نيكولا لانغ
نيكولا لانغ (بالفرنسية: Nicolas Lang)‏ (و. 1990  م) هو لاعب كرة السلة، من فرنسا، ولد في ميلوز، يلعب كمدافع مسدد الهدف.

## روابط خارجية
- نيكولا لانغ على موقع الاتحاد الدولي لكرة السلة (الإنجليزية)
- نيكولا لانغ على موقع كرة السلة الأوروبية.كوم (الإنجليزية)
- نيكولا لانغ على موقع ريلجم (الإنجليزية)
- نيكولا لانغ على موقع بروبوليرز (الإنجليزية)
- نيكولا لانغ على موقع سبورتس رفرنس (الإنجليزية)